# Escala Leiden
L' escala Leiden  s'utilitzava a principis del segle vint per calibrar indirectament baixes temperatures, proporcionant valors convencionals kelvin de la pressió de vapor de l'heli. Aquesta escala s'utilitzava en temperatures inferiors a -183 °C, el punt fix de temperatura definit per l'Escala International de Temperatura en els anys trenta.
Els orígens d'aquesta escala es remunten aproximadament a 1894, quan el laboratori de criogènia de Heike Kamerlingh Onnes 'es va establir a Leiden, Països Baixos.
Informes reconeguts afirmen que aquesta escala es basa en l'escala kelvin, introduint una petita variant de manera que el punt d'ebullició de l'hidrogen i de l'oxigen sigui zero i 70 respectivament, el que resulta bastant inversemblant. L'oxigen sota una atmosfera estàndard bull a una temperatura que oscil·la entre 90.15 i 90.18 K. En el cas de l'hidrogen depèn de la varietat molecular. El punt d'ebullició és de 20.390 K per al que es considera hidrogen "normal" (compost per un 75% de orto-hidrogen i un 25% de per-hidrogen) i 20.268 K en el cas del per-hidrogen. Segons aquesta hipòtesi, el zero absolut correspondria a -20.15 dl.